# حقوق بث كأس العالم للسيدات 2023
كأس العالم للسيدات 2023 هي بطولة كرة قدم تقام في شهري يوليو وأغسطس 2023 ويشارك فيها 32 فريقًا وطنيًا للسيدات من الدول التابعة للاتحاد الدولي لكرة القدم (الفيفا). يتم بث البطولة في جميع أنحاء العالم.
كانت بطولة كأس العالم للسيدات 2023 أول بطولة كأس عالم للسيدات يتم بيع حقوق بثها كمنتج مستقل بدلاً من تقديمها كمكافأة لشراء حقوق البث لكأس العالم للرجال . وذكرت الفيفا أنها رأت «اهتماما كبيرا» بعملية تقديم العطاءات المنفصلة وأعربت عن أملها في انضمام المزيد من الشركاء الإقليميين. حددت الفيفا هدفًا للوصول إلى جمهور عالمي يبلغ 2 مليار، ارتفاعًا من 1.12 مليار دولار في النسخة السابقة في فرنسا. 

## الجدل

### رفض العروض
في أكتوبر 2022، رفضت الفيفا عروضًا متعددة من مختلف هيئات البث العامة والخاصة لما وصفته بعروض منخفضة السعر بشكل كبير، وحثت هيئات البث على تقديم المزيد من العطاءات وقالت إن هذا ما تستحقه لعبة السيدات. دعت رومي جاي، كبيرة مسؤولي الأعمال في الاتحاد الدولي لكرة القدم (فيفا)، الجهات المذاعة إلى اغتنام «الفرصة» التي توفرها لعبة كرة القدم للسيدات، وقالت أيضًا إن هذه العروض لا تعكس شعبية كرة القدم للسيدات من خلال الإشارة إلى أرقام المشاهدة القياسية لكأس العالم للسيدات 2019.
خلال اجتماع مجلس الاتحاد الدولي لكرة القدم، أعرب رئيس الاتحاد الدولي لكرة القدم جياني إنفانتينو أيضًا عن خيبة أمله تجاه شركات البث التي تقدم «100 مرة أقل» مقارنة ببطولة الرجال، مدعيًا أن لعبة السيدات تنمو بشكل كبير مع أرقام مشاهدة مماثلة لكرة الرجال، وطلب أن يكون السوق على استعداد للنظر في تقديم عطاءات أعلى لحقوق البث للبطولة. أبدت بعض هيئات البث الأوروبية قلقها بشأن تأثير فارق التوقيت على أرقام المشاهدة، وهو الأمر الذي لم يكن مشكلة في بطولة كأس العالم للسيدات 2019 التي استضافتها فرنسا.
في مايو 2023، هدد إنفانتينو بفرض حظر إعلامي على «الخمسة الكبار» في أوروبا (المملكة المتحدة، فرنسا، ألمانيا، إيطاليا، إسبانيا) إذا لم يقدموا المزيد؛ حيث تكسب «الخمسة الكبار» عائدات رياضية أكبر بكثير وفي بث الرياضة مقارنة ببقية العالم. كما كرر ادعاءات هيئات البث التي عرضت أرقامًا منخفضة؛ وزعمت التقارير أن العرض الإيطالي كان منخفضًا إلى 300 ألف يورو (لقد دفعوا 160 مليون يورو مقابل حقوق بطولة الرجال لعام 2022)، وأن شراكة البث بين بي بي سي وشبكة آي تي في في المملكة المتحدة عرضت حوالي 9 ملايين يورو، أي حوالي 8% من الرقم المخصص لبطولة الرجال لعام 2022.
واعترف الاتحاد الدولي لكرة القدم (فيفا) بأن التوصل إلى اتفاق مع هيئات البث البريطانية ليس بعيدًا، مع اقتراح القناة الرابعة أيضًا كهيئة بث محتملة للمملكة المتحدة. وذكرت وسائل الإعلام البريطانية أن عدم وجود صفقة بث قبل وقت قريب من بدء البطولة - لم يحصل أي من «الخمسة الكبار» على حقوق البث قبل يونيو، حيث من المقرر أن تبدأ البطولة في يوليو - كان أمرًا سلبيًا لجميع الأطراف المعنية. وكان وزراء الرياضة من «الخمسة الكبار» قد أصدروا بيانا مشتركا في 31 مايو/أيار، أقروا فيه بالصعوبات التي واجهتهم في تأمين الحقوق، بينما قالوا إن الاتحاد الدولي لكرة القدم (الفيفا) والهيئات المذاعة كانوا في نقاشات للتوصل إلى اتفاق في ذلك الوقت. بالإضافة إلى كونها أسواقًا رئيسية في مناطق زمنية غير مرغوب فيها، أصبحت الصفقات أكثر صعوبة لأن كأس العالم للسيدات هي حدث مدرج (يعتبر ذا أهمية وطنية خاصة) في هذه البلدان، مع وجود لوائح خاصة حول كيفية بثه. وفي المملكة المتحدة، أدى وجود شراكة بث بين شركتين إلى تعقيد الصفقة بشكل أكبر.
في 15 يونيو، تم الإعلان رسميًا عن صفقات البث (مع هيئات البث الوطنية المجانية) لجميع «الخمسة الكبار»، كما تم الإعلان عن التوسع المنفصل لصفقة اتحاد البث الأوروبي سبورت لتغطية هذه المناطق بالإضافة إلى أوكرانيا، وللترويج للبطولة في جميع أنحاء أوروبا.
أعلنت هيئة تنظيم الاتصالات البريطانية أوفكوم في 4 يوليو أن صفقة بي بي سي-آي تي في بشأن الحقوق لم تكتمل فعليًا، لكن هيئات البث تقدمت بطلب للحصول على إذن لعرض البطولة بموجب قانون أوفكوم بشأن الرياضة والأحداث المدرجة والمخصصة الأخرى، حيث أن الانتظار لفترة أطول سيكون متأخرًا جدًا؛ كان على أوفكوم بالفعل تقصير فترة التشاور الخاصة بها حتى تتمكن من الموافقة على البث قبل بدء البطولة.
مع الصفقات الأوروبية، كانت اليابان السوق الرئيسية الوحيدة التي لم يكن بها أي جهة بث رسمية بحلول منتصف يونيو؛ في اليوم الذي تم فيه الإعلان عن الصفقات «الخمس الكبرى»، علق جاي بأن شركات البث اليابانية فشلت في تقديم عرض كافٍ على الرغم من كون اليابان في منطقة زمنية أكثر ملاءمة. ولم تعلق شركتا البث التلفزيوني فوجي وهيئة الإذاعة اليابانية، اللتان كانتا تمتلكان حقوق بطولة 2019، على الانقطاع المحتمل للبث اعتبارًا من 19 يونيو 2023، قبل شهر من بدء البطولة. كان انتقاد التكاليف المرتفعة لحقوق البث الرياضي على التلفزيون الأرضي الياباني موضوعًا منذ بيع حقوق بث كأس العالم لكرة القدم 2022.
في 13 يوليو 2023، أي قبل أسبوع من انطلاق البطولة، أعلنت هيئة الإذاعة والتلفزيون اليابانية (NHK) أنها ستبث مباريات دور المجموعات الثلاث التي ستشارك فيها اليابان. وستشمل الاتفاقية مباريات الأدوار الإقصائية في حال تأهل اليابان. ستُبث المباريات على قناة BS1 الفضائية، باستثناء مباراة اليابان الأخيرة في دور المجموعات ضد إسبانيا، والتي ستُبث على قناة NHK-G الأرضية.

### رد فعل عنيف من الفيفا
بعد أن قال إنفانتينو إن العطاءات المنخفضة نسبيًا لحقوق البث للبطولة من الدول «الخمس الكبرى» كانت إهانة «لجميع النساء في جميع أنحاء العالم»، وأن الفيفا لديها «التزام أخلاقي وقانوني» بالمطالبة بمزيد من المال، واجه هو والفيفا انتقادات بسبب التسبب في المشكلة بأنفسهما ثم إلقاء المحاضرات عنها. قالت مويا دود، عضوة مجلس الاتحاد الدولي لكرة القدم (فيفا) السابقة، إن الاتحاد الدولي لكرة القدم لم يكن لديه الحق في القول بأن حقوق البث لكأس العالم للسيدات كانت تستحق المزيد عندما تم دمج الحقوق في السابق مع كأس العالم للرجال، ولكن قيم العطاءات المجمعة نسبت من قبل الاتحاد الدولي لكرة القدم بالكامل إلى بطولة الرجال وتم توزيعها بالكامل داخل لعبة الرجال. قالت مجلة النيويوركر إن محاولة إنفانتينو لتصوير سخرية الفيفا وسخرية اللاعبين على أنها موقف أخلاقي كانت «نوعًا من الانحراف عن مطالب اللاعبين بالمساواة في الأجور».
وقال ريكاردو فورت، الذي عمل مع شركاء الرعاية، إن قيمة العرض لم تكن هي المشكلة، واستشهد بكيفية توزيع الفيفا لهذه الإيرادات باعتبارها السبب الجذري؛ وقال إن الشركاء طالبوا الفيفا منذ فترة طويلة بفصل الحقوق وفصل الإيرادات بنسبة 50-50 بين ألعاب الرجال والنساء. وقال دود إن الاتحاد الدولي لكرة القدم يجب أن يراجع صفقاته المجمعة ويخصص نسبة عادلة منها لكرة القدم النسائية بدلاً من ابتزاز هيئات البث. وأشارت الصحفية المتخصصة في كرة القدم النسائية سوزان راك [الإنجليزية] في عمود لها في صحيفة الغارديان إلى أن طلبات الفيفا جاءت خلال فترة من الصعوبات الاقتصادية التي عانى منها المذيعون، حيث اضطروا إلى خفض الخدمات والرواتب، وأن الفيفا قللت باستمرار من قيمة جميع جوانب بطولة السيدات طوال فترة وجودها، مثل التسويق والعلامات التجارية.
وكان ديف روبرتس، الذي عمل مع فيفا+، وهي خدمة البث التلفزيوني التابعة للاتحاد الدولي لكرة القدم، من بين الشخصيات التي أشارت إلى أن الفيفا خلقت المشكلة حتى تتمكن من بث البطولة حصريًا في البلدان «الخمسة الكبرى» نفسها، مع «إمكانية إقامة شراكات رقمية استراتيجية». ألقى جلين كيلان، المدير التنفيذي لشركة يوروفيجن سبورت، التي تمتلك حقوق بث البطولة في العديد من الأسواق الأوروبية، باللوم على الاتحاد الدولي لكرة القدم (فيفا) لعدم خلق حوار مع هيئات البث بشأن الاتجاه المخطط لنمو كرة القدم النسائية. واتفقت اللاعبة السابقة ريبيكا سوودن [الإنجليزية] مع هذا الرأي، قائلة إن تقييد الفيفا للبث في أكبر الأسواق سيكون أسوأ بالنسبة لكرة القدم النسائية، لأنه يعطل النظام البيئي للجماهير، وأنه بدون عمل الفيفا على إظهار الاهتمام بكرة القدم النسائية طوال الوقت، يجب على هيئات البث الأوروبية أن تكون حذرة بشأن التعرض المحدود والمناطق الزمنية خارج الذروة.كان الاتحاد الدولي لكرة القدم (فيفا) قد طرح عطاءات حقوق البث في يونيو ويوليو 2022، ولم يُبدِ استياءه منها إلا في مايو 2023، أي بعد عام تقريبًا وقبل انطلاق البطولة بفترة وجيزة. وكتبت أوفكوم أن تأخر الحصول على الحقوق لم يكن خطأ جهات البث.

### في أستراليا
في أستراليا، باعت الفيفا حقوق البث للحدث بأكمله إلى شركة أوبتوس سبورتس في يونيو 2021 وفي أكتوبر 2022، تم بيع حقوق 15 مباراة إلى شبكة سفن وشملت هذه المباريات أربع مباريات في دور الـ16، ومباراتين في ربع النهائي، ونصف النهائي، والنهائي، بالإضافة إلى جميع مباريات ماتيلداس . أثار هذا انتقادات عامة، حيث زعم الكثيرون أن البطولة بأكملها كان ينبغي أن يبيعها الاتحاد الدولي لكرة القدم بطريقة تضمن بثها مجانًا، حيث كانت بطولة كأس العالم 2022 (رجال) في قطر تُبث على قناة إس بي إس، بالمقارنة مع بطولة الرجال، فإن بطولة السيدات ليست مدرجة ضمن قائمة أستراليا لمكافحة الاستنزاف، وهو ما يمنح شبكات البث المجاني قدرة أكبر على الحصول على حقوق بث الأحداث المدرجة في القائمة.

## المذيعون
| الإقليم                    | حامل(ون) الحقوق                                                                             | م.                          |
| -------------------------- | ------------------------------------------------------------------------------------------- | --------------------------- |
| في جميع أنحاء العالم       | فيفا+ (باستثناء بعض الدول، التي أنتجها شركاء مختلفون) سبورت 24 (على متن الطائرة وعلى متنها) | [ 35 ] [ 36 ] [ 37 ] [ 38 ] |
| ألبانياEBU                 | الإذاعة والتلفزيون الألبانية                                                                | [ 39 ]                      |
| الأرجنتين                  | TVP دايرك تي في سبورتس                                                                      | [ 40 ] [ 39 ] [ 41 ]        |
| أستراليا                   | أوبتوس سبورت شبكة سفن                                                                       | [ 42 ] [ 43 ]               |
| النمساEBU                  | أو أر أف (محطة بث)                                                                          | [ 39 ]                      |
| بنغلاديش                   | (مرخصة من ستاديا1)                                                                          | [ 39 ] [ 44 ]               |
| بلجيكاEBU                  | آر تي بي إف في آر تي                                                                        | [ 39 ]                      |
| البوسنة والهرسكEBU         | أرينا سبورت بي إتش آر تي                                                                    | [ 39 ]                      |
| البرازيل                   | مجموعة جلوبو كازيتيفي                                                                       | [ 45 ] [ 46 ] [ 47 ] [ 48 ] |
| بلغارياEBU                 | بي إن تي                                                                                    | [ 39 ]                      |
| كندا                       | بيل ميديا                                                                                   | [ 49 ]                      |
| الكاريبي                   | دايرك تي في سبورتس (المناطق الإسبانية فقط)                                                  | [ 50 ] [ 37 ] [ 38 ]        |
| القوقاز                    | سيتانتا سبورتس                                                                              | [ 51 ]                      |
| آسيا الوسطى                | سيتانتا سبورتس                                                                              | [ 51 ]                      |
| الصين                      | تلفزيون الصين المركزي آي جيي تشاينا موبايل                                                  | [ 52 ] [ 53 ] [ 54 ]        |
| كولومبيا                   | دايرك تي في سبورتس تلفزيون كاراكول تلفزيون آر سي إن                                         | [ 55 ] [ 56 ] [ 41 ]        |
| كوستاريكا                  | تليتيكا                                                                                     | [ 39 ]                      |
| كرواتياEBU                 | أرينا سبورت إذاعة وتلفزيون كرواتيا                                                          | [ 39 ]                      |
| قبرصEBU                    | هيئة البث القبرصية إيه إن تي1                                                               | [ 39 ] [ 38 ]               |
| جمهورية التشيكEBU          | سي تي تلفزيون نوفا                                                                          | [ 39 ]                      |
| الدنمارك                   | مجموعة فيابلاي                                                                              | [ 57 ]                      |
| الإكوادور                  | دايرك تي في سبورتس تيلي أمازوناس                                                            | [ 41 ] [ 39 ]               |
| إستونياEBU                 | إي آر آر                                                                                    | [ 39 ]                      |
| فيجي                       | إف بي سي                                                                                    | [ 58 ]                      |
| فنلندا                     | أوليسراديو                                                                                  | [ 59 ]                      |
| فرنساEBU                   | فرانس تيليفيزيون مجموعة إم 6                                                                | [ 60 ] [ 16 ]               |
| جورجياEBU                  | جي بيه بي                                                                                   | [ 39 ]                      |
| ألمانياEBU                 | إيه آر دي زي دي اف                                                                          | [ 18 ]                      |
| اليونان                    | إيه إن تي 1                                                                                 | [ 39 ]                      |
| غواتيمالا                  | تيجو سبورتس                                                                                 | [ 38 ]                      |
| هونغ كونغ                  | بي سي سي دبليو                                                                              | [ 39 ]                      |
| هندوراس                    | تيجو سبورتس                                                                                 | [ 38 ]                      |
| المجرEBU                   | إم تي في إيه                                                                                | [ 39 ]                      |
| آيسلنداEBU                 | الخدمة الإذاعية الوطنية الأيسلندية                                                          | [ 39 ]                      |
| شبه القارة الهندية         | 1ستايديا                                                                                    | [ 61 ]                      |
| الهند                      | محطة تلفزيون دوردارشان فان كود                                                              | [ 62 ] [ 63 ]               |
| أيرلنداEBU                 | راديو وتلفزيون أيرلندا                                                                      | [ 64 ]                      |
| إسرائيل                    | قناة رياضية                                                                                 | [ 39 ]                      |
| إيطالياEBU                 | راي (راديو تلفزيون إيطاليا)                                                                 | [ 17 ]                      |
| جامايكا                    | تلفزيون جامايكا                                                                             | [ 39 ]                      |
| اليابان                    | هيئة الإذاعة اليابانية                                                                      | [ 65 ] [ 66 ]               |
| كوسوفوEBU                  | أرينا سبورت راديو وتلفزيون كوسوفو                                                           | [ 39 ]                      |
| لاتفياEBU                  | إل تي في                                                                                    | [ 39 ]                      |
| ليختنشتاينEBU              | اتحاد البث الأوروبي                                                                         | [ 39 ]                      |
| ليتوانياEBU                | إل آر تي                                                                                    | [ 39 ]                      |
| لوكسمبورغEBU               | آر تي بي إف في آر تي                                                                        | [ 39 ]                      |
| جزر المالديف               | ميديا نت                                                                                    | [ 39 ]                      |
| مالطاEBU                   | بيه بي إس                                                                                   | [ 39 ]                      |
| الشرق الأوسط وشمال إفريقيا | بي إن سبورتس العربية                                                                        | [ 39 ]                      |
| المكسيك                    | تي يو دي إن فيكس                                                                            | [ 67 ]                      |
| مولدوفاEBU                 | تي آر إم سيتانتا سبورتس                                                                     | [ 39 ] [ 51 ]               |
| الجبل الأسودEBU            | أرينا سبورت آر تي سي جي                                                                     | [ 39 ]                      |
| موزمبيق                    | ميرامار                                                                                     | [ 68 ]                      |
| ناميبيا                    | هيئة الإذاعة الناميبية                                                                      | [ 38 ]                      |
| هولندا                     | إن أو إس                                                                                    | [ 69 ]                      |
| نيوزيلندا                  | برايم سكاي ستف                                                                              | [ 70 ] [ 71 ] [ 72 ]        |
| نيجيريا                    | أفروسبورت                                                                                   | [ 39 ]                      |
| كوريا الشمالية             | نظام البث الكوري مؤسسة منهوا للإذاعة نظام بث سول                                            | [ 39 ]                      |
| مقدونيا الشماليةEBU        | أرينا سبورت إم آر تي                                                                        | [ 39 ]                      |
| النرويج                    | مجموعة فيابلاي هيئة الإذاعة النرويجية                                                       | [ 57 ] [ 39 ]               |
| جزر المحيط الهادئ          | ديجيسيل شركة باسيفيك كوبريشن للبث المحدودة                                                  | [ 39 ] [ 73 ]               |
| بنما                       | تيجو سبورتس آر بي سي تي في إن                                                               | [ 38 ] [ 39 ]               |
| بابوا غينيا الجديدة        | إن بي سي                                                                                    | [ 39 ]                      |
| باراغواي                   | تي واي سي سبورتس                                                                            | [ 39 ]                      |
| بيرو                       | دايرك تي في سبورتس مجموعة إيه تي في                                                         | [ 74 ] [ 41 ]               |
| الفلبين                    | سيجنال تي في ون سبورتس                                                                      | [ 75 ]                      |
| بولندا                     | مجموعة فيابلاي                                                                              | [ 76 ]                      |
| البرتغال                   | سبورت تي في إذاعة وتلفزيون البرتغال                                                         | [ 77 ] [ 78 ]               |
| بورتوريكو                  | شبكة فوكس التلفزيونية تيليموندو                                                             | [ 79 ] [ 80 ]               |
| رومانياEBU                 | تي في آر                                                                                    | [ 39 ]                      |
| صربياEBU                   | أرينا سبورت آر تي إس                                                                        | [ 39 ]                      |
| سنغافورة                   | ميدياكورب سينجتل ستارهب                                                                     | [ 81 ]                      |
| سلوفاكياEBU                | آر تي في إس تلفزيون نوفا                                                                    | [ 39 ]                      |
| سلوفينياEBU                | أرينا سبورت آر تي في إس إل أو                                                               | [ 39 ]                      |
| جنوب إفريقيا               | هيئة الإذاعة الجنوب إفريقية سوبر سبورت                                                      | [ 82 ]                      |
| كوريا الجنوبية             | نظام البث الكوري مؤسسة منهوا للإذاعة نظام بث سول                                            | [ 39 ]                      |
| إسبانياEBU                 | آر تي في إي                                                                                 | [ 19 ]                      |
| إفريقيا جنوب الصحراء       | تلفزيون العالم الجديد سوبرسبورت                                                             | [ 83 ] [ 39 ]               |
| السويد                     | مجموعة فيابلاي                                                                              | [ 57 ]                      |
| سويسراEBU                  | هيئة الإذاعة السويسرية                                                                      | [ 39 ]                      |
| تايوان                     | إلتا سبورتس                                                                                 | [ 39 ] [ 84 ]               |
| تركياEBU                   | مؤسسة الإذاعة والتلفزيون التركية                                                            | [ 39 ]                      |
| أوكرانياEBU                | هيئة البث العامة الأوكرانية                                                                 | [ 60 ]                      |
| المملكة المتحدةEBU         | بي بي سي آي تي في                                                                           | [ 15 ] [ 85 ]               |
| الولايات المتحدة           | شبكة فوكس التلفزيونية تيليموندو                                                             | [ 79 ] [ 80 ]               |
| أوروغواي                   | تي واي سي سبورتس                                                                            | [ 39 ]                      |
| فنزويلا                    | تليفين دايرك تي في سبورتس                                                                   | [ 39 ] [ 41 ]               |
| فيتنام                     | VTVcab, Truyền Hình Quốc Hội Việt Nam (الجمعية الوطنية لتلفزيون فيتنام)، في إم جي ميديا     | [ 86 ]                      |
| زامبيا                     | زد إن بي سي                                                                                 | [ 39 ]                      |

## الملاحظات
^EBU- توصل الاتحاد الدولي لكرة القدم (فيفا) والاتحاد الأوروبي للإذاعات إلى اتفاق بشأن 34 منطقة.

## للقراءة الإضافية
- Bachman، Rachel (13 يوليو 2023). "How FIFA's Sale of Women's World Cup TV Rights Went Wrong". وول ستريت جورنال. مؤرشف من الأصل في 2023-11-12.